# Corydoras aurofrenatus
Corydoras aurofrenatus é uma espécie de peixe tropical de água doce pertencente à subfamília Corydoradinae e à família Callichthyidae. A espécie foi descrita em 1903 por Eigenmann & Kennedy. A localidade-tipo é a bacia do Rio Paraguai.
Alguns autores defendem que a espécie Corydoras ellisae, descrita em 1940, é um sinônimo júnior de C. aurofrenatus, sendo esta a espécie válida.